# Christian Müller (labdarúgó, 1983)
Christian Müller (Offenbach am Main, 1983. augusztus 3. –) német labdarúgó, jelenleg az RB Leipzig középpályása.

## Pályafutása
1991-ben csatlakozott 8 évesen a Kickers Offenbach csapatához. 2002-ig a korosztályos csapatokban szerepelt, mígnem a felnőttek között bemutatkozott. 159 bajnokin szerepelt a csapattal, többek között a Bundesliga 2-ben.
A 2008-09-es szezon előtt csatlakozott a FC Augsburg klubjához. Egy év után és 21 bajnokival a háta mögött a rivális FSV Frankfurt együtteséhez igazolt. A MSV Duisburg ellen keresztszalag szakadást szenvedett. Visszatérése után a kezdőben kapott lehetőséget. 2011 nyarán elhagyta a klubot és 2013-ig szóló szerződést kötött az RB Leipzig csapatával.